# Moncontour (Vienne)
Pour les articles homonymes, voir Moncontour.
Moncontour est une commune du Centre-Ouest de la France, située au nord-ouest du  département de la Vienne en région Nouvelle-Aquitaine.
C'est le lieu de la bataille de Moncontour qui, à l'extrême sud-est de l'Anjou, opposa en 1569 les protestants aux catholiques de l’armée royale.
La commune est aujourd'hui connue pour sa base de loisirs et son plan d'eau.

## Géographie

### Localisation
La cité de Moncontour, sise dans la partie nord du département de la Vienne, aux limites du département des Deux-Sèvres, est située à 18 km de Loudun et de Thouars, à 50 km de Saumur et de Poitiers. Le village est dominé par son donjon et traversé par la Dive. Les ruelles sont bordées de maisons anciennes. Elles escaladent la butte où on cultive, dans les caves, des champignons mis en conserve dans le village même.
Depuis 1973, le territoire communal se compose de deux entités disjointes. L'ensemble principal formé par Messais, Moncontour et Ouzilly-Vignolles, est séparé de l'enclave de Saint-Chartres, plus au sud, par la commune de Marnes.
La commune est proche du parc naturel régional Loire-Anjou-Touraine.

### Communes limitrophes
Les communes limitrophes de Moncontour et de l'enclave de Saint-Chartres sont les suivantes.
|                                 | Arçay                           | Mouterre-Silly       |
| Plaine-et-Vallées (Deux-Sèvres) | Moncontour (commune principale) | Martaizé Saint-Clair |
|                                 | Marnes (Deux-Sèvres)            | Saint-Jean-de-Sauves |

|                        | Marnes (Deux-Sèvres)                   |                |
| Airvault (Deux-Sèvres) | Moncontour (enclave de Saint-Chartres) | La Grimaudière |
|                        | Assais-les-Jumeaux (Deux-Sèvres)       |                |

### Géologie et relief
La région de Moncontour présente un paysage de plaines de champs ouverts. Le terroir se compose :
- dans les vallées et les terrasses alluviales :
  - de terres tourbeuses pour 12 %.
  - de calcaire pour 9 %.
- dans les plaines : de groies pour 72 %. Les groies sont des terres du sud-ouest de la France, argilo-calcaires, peu profondes  - en général de moins de 50 cm d’épaisseur – et plus ou moins riches en cailloux. Elles sont fertiles et saines et donc, propices à la polyculture céréalière mais elles s’assèchent vite ;
- sur les collines et dépressions sableuses des bordures du Bassin parisien : de buttes sableuses du Loudunais pour 7 % ;
- de l'agglomération pour 1 %.

En 2006, 86 % de la superficie de la commune était occupée par l'agriculture, 12,8 % par des forêts et des milieux semi-naturels et 1,2 % par des zones construites et aménagées par l'homme (voirie). La présence de milieux naturels et semi-naturels riches et diversifiés sur le territoire communal permet d’offrir des conditions favorables à l’accueil de nombreuses espèces pour l'accomplissement de leur cycle vital (reproduction, alimentation, déplacement, refuge). Forêts, landes, prairies et pelouses, cours d’eau et zones humides… constituent ainsi des cœurs de biodiversité et/ou de véritables corridors biologiques.

### Hydrographie
La commune contient environ 43,7 km de cours d'eau, comprenant principalement : 
- la Dive sur une longueur de 20,1 km ;
- la Dive du Nord sur une longueur de 6,2 km ;
- la Vieille Dive sur une longueur de 3,5 km ;
- le Fossé de Huit Pieds sur une longueur de 3,4 km;
- la Dive du Sud sur une longueur de 2,4 km ;
- le Saint-Martin sur une longueur de 2 km ;
- le Fossé de la Liberté sur une longueur de 1,4 km ;
- le Prepson sur une longueur de 1,4 km ;
- la Sauves sur une longueur de 1,4 km ;
- le Fossé Courant sur une longueur de 1,3 km ;
- le Sauzeau sur une longueur de 0,7 km.

### Climat
Pour des articles plus généraux, voir Climat de la Nouvelle-Aquitaine et Climat de la Vienne.
Historiquement, la commune est exposée à un climat océanique du nord-ouest.  
En 2020, Météo-France publie une typologie des climats de la France métropolitaine dans laquelle la commune est exposée à un climat océanique altéré et est dans une zone de transition entre les régions climatiques « Moyenne vallée de la Loire » et « Poitou-Charentes »0.
Pour la période 1971-2000, la température annuelle moyenne est de 11,8 °C, avec une amplitude thermique annuelle de 15,3 °C. Le cumul annuel moyen de précipitations est de 633 mm, avec 10,9 jours de précipitations en janvier et 6,5 jours en juillet. Pour la période 1991-2020, la température moyenne annuelle observée sur la station météorologique la plus proche, située sur la commune de Martaizé à 7,07 km à vol d'oiseau, est de 0,0 °C et le cumul annuel moyen de précipitations est de 0,0 mm,. Pour l'avenir, les paramètres climatiques de la commune estimés pour 2050 selon différents scénarios d’émission de gaz à effet de serre sont consultables sur un site dédié publié par Météo-France en novembre 2022.

### Voies de communication et transports
La gare de Thouars est la plus proche de Moncontour. Elle est située à une distance d'environ 18,7 km.
L'aéroport de Poitiers-Biard est le plus proche de la commune. Il se trouve à 41 km.

## Urbanisme

### Typologie
Au 1er janvier 2024, Moncontour est catégorisée commune rurale à habitat dispersé, selon la nouvelle grille communale de densité à sept niveaux définie par l'Insee en 2022.
Elle est située hors unité urbaine et hors attraction des villes,.

### Occupation des sols
L'occupation des sols de la commune, telle qu'elle ressort de la base de données européenne d’occupation biophysique des sols Corine Land Cover (CLC), est marquée par l'importance des territoires agricoles (85,7 % en 2018), une proportion sensiblement équivalente à celle de 1990 (86,1 %). La répartition détaillée en 2018 est la suivante : 
terres arables (72,4 %), zones agricoles hétérogènes (11,3 %), forêts (11,3 %), prairies (2 %), milieux à végétation arbustive et/ou herbacée (1,6 %), zones urbanisées (1,4 %). L'évolution de l’occupation des sols de la commune et de ses infrastructures peut être observée sur les différentes représentations cartographiques du territoire : la carte de Cassini (XVIIIe siècle), la carte d'état-major (1820-1866) et les cartes ou photos aériennes de l'IGN pour la période actuelle (1950 à aujourd'hui).

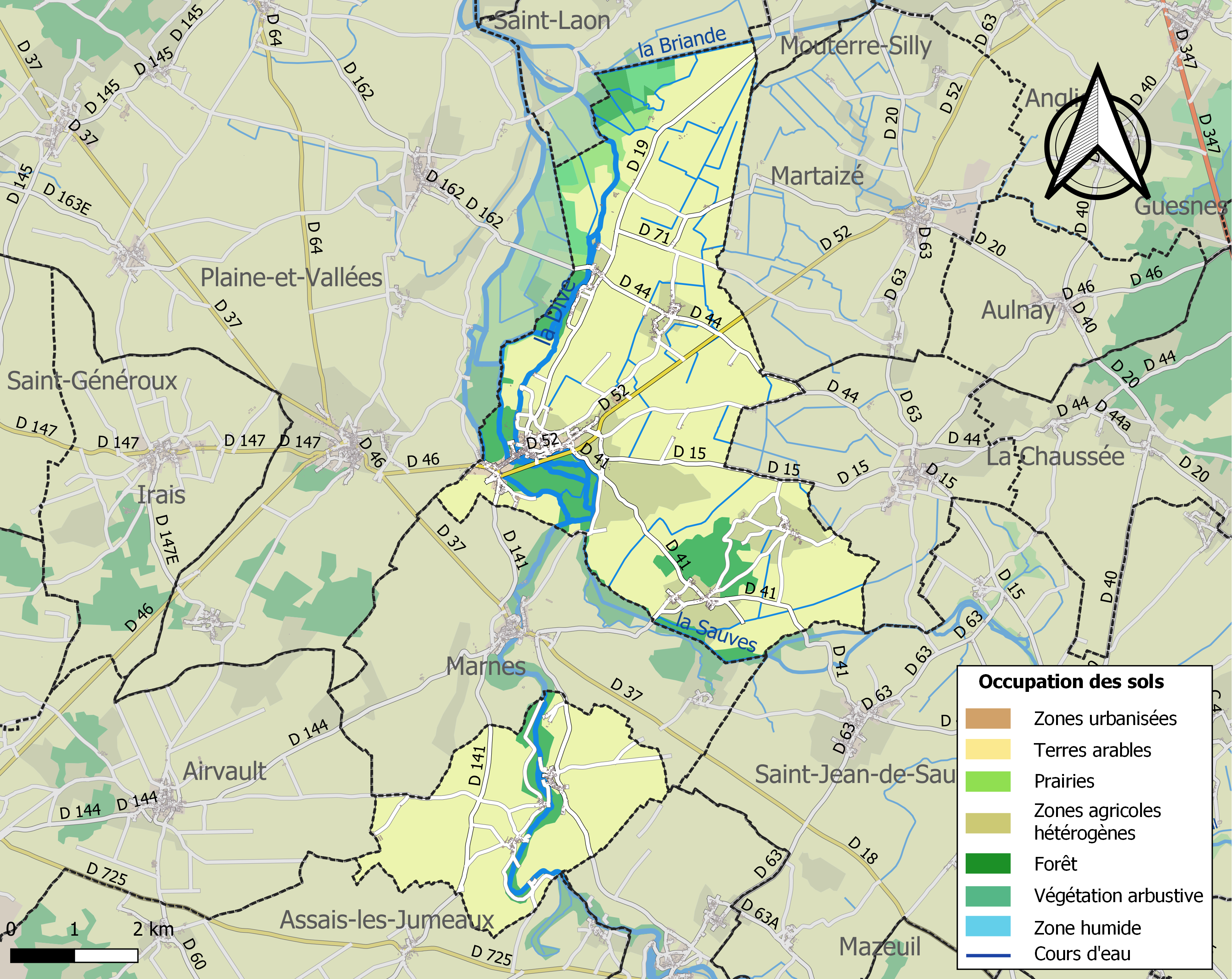
Carte des infrastructures et de l'occupation des sols de la commune en 2018 (CLC).

### Morphologie urbaine
Trois communes ont été rattachées à Moncontour en 1970 : Messais avec ses 110 habitants, Ouzilly-Vignolles avec 191 habitants et Saint-Chartres avec 118 habitants.

### Risques majeurs
Le territoire de la commune de Moncontour est vulnérable à différents aléas naturels : météorologiques (tempête, orage, neige, grand froid, canicule ou sécheresse), inondations, mouvements de terrains et séisme (sismicité modérée). Il est également exposé à un risque technologique,  le transport de matières dangereuses. Un site publié par le BRGM permet d'évaluer simplement et rapidement les risques d'un bien localisé soit par son adresse soit par le numéro de sa parcelle.

#### Risques naturels
Certaines parties du territoire communal sont susceptibles d’être affectées par le risque d’inondation par débordement de cours d'eau, notamment la Dive et la Sauves. La commune a été reconnue en état de catastrophe naturelle au titre des dommages causés par les inondations et coulées de boue survenues en 1982, 1999, 2005, 2010 et 2013,.

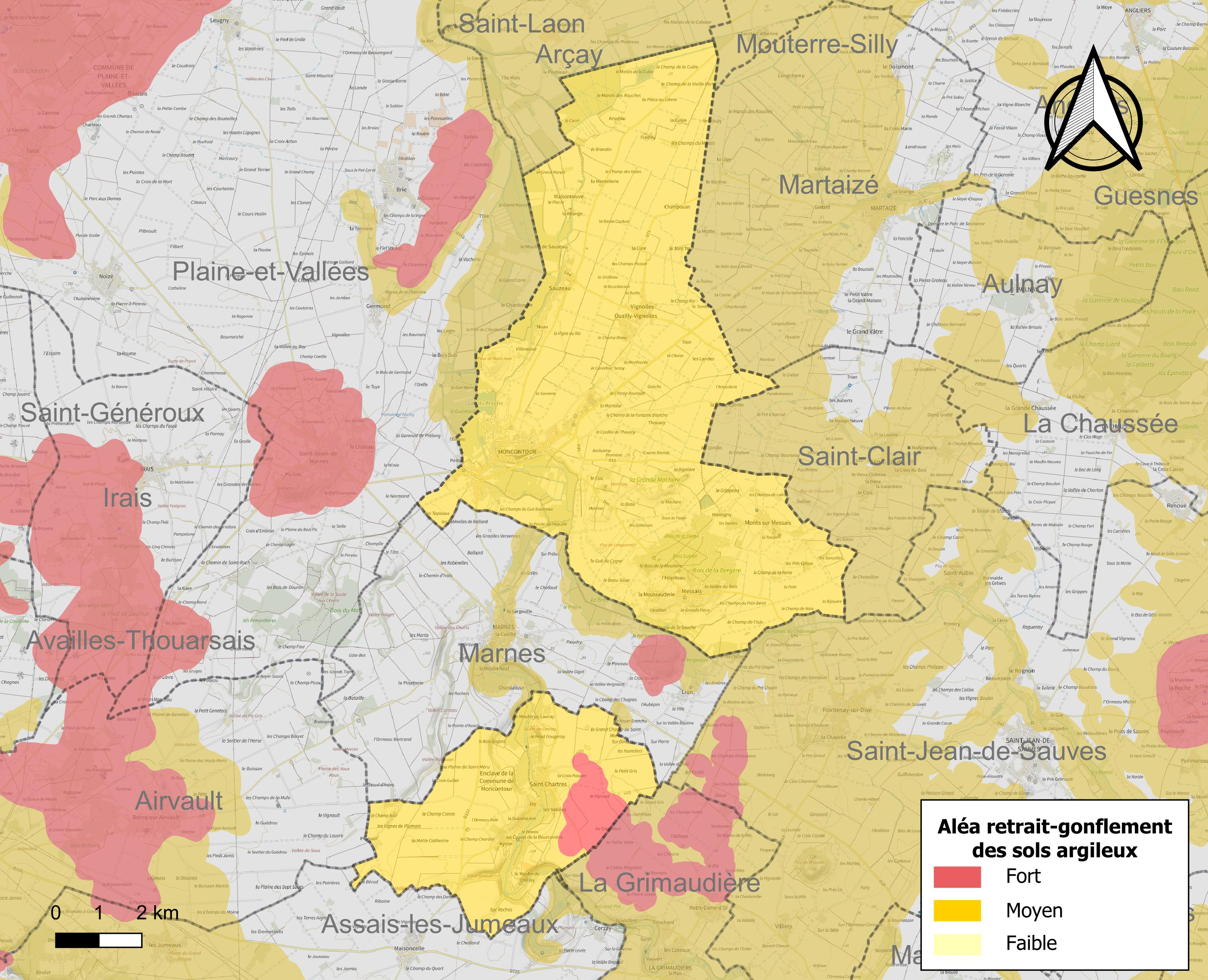
Carte des zones d'aléa retrait-gonflement des sols argileux de Moncontour.

Les mouvements de terrains susceptibles de se produire sur la commune sont des tassements différentiels. Le retrait-gonflement des sols argileux est susceptible d'engendrer des dommages importants aux bâtiments en cas d’alternance de périodes de sécheresse et de pluie. 99,8 % de la superficie communale est en aléa moyen ou fort (79,5 % au niveau départemental et 48,5 % au niveau national). Depuis le 1er octobre 2020, en application de la loi ÉLAN, différentes contraintes s'imposent aux vendeurs, maîtres d'ouvrages ou constructeurs de biens situés dans une zone classée en aléa moyen ou fort,.
La commune a été reconnue en état de catastrophe naturelle au titre des dommages causés par la sécheresse en 1989, 1991, 2003, 2005, 2009 et 2017 et par des mouvements de terrain en 1999 et 2010.

## Toponymie
Le nom de la commune proviendrait du latin Mons consularis qui signifie le « mont du comte », en référence à Foulque Nerra.

## Histoire
En 769, Charles, qui deviendra quelques années plus tard Charlemagne, a réprimé la révolte de l'Aquitaine menée par Hunaud (Hunold) sur le territoire de la commune de Moncontour (Duasdives tel que le mentionnent les annales d'Éginhard). Carloman a délaissé son frère Charles au moment où les deux armées devaient agir de concert (conformément à une loi franque) pour juguler cette révolte. Il espérait que Charles serait défait et qu'il pourrait recueillir tout seul l'héritage de leur père Pépin le Bref.
La victoire nette de Charlemagne à la bataille de Moncontour lui a permis de prendre à son frère l'Aquitaine orientale (il avait hérité de l'Aquitaine occidentale) ; c'est le début de l'ascension de Charlemagne.

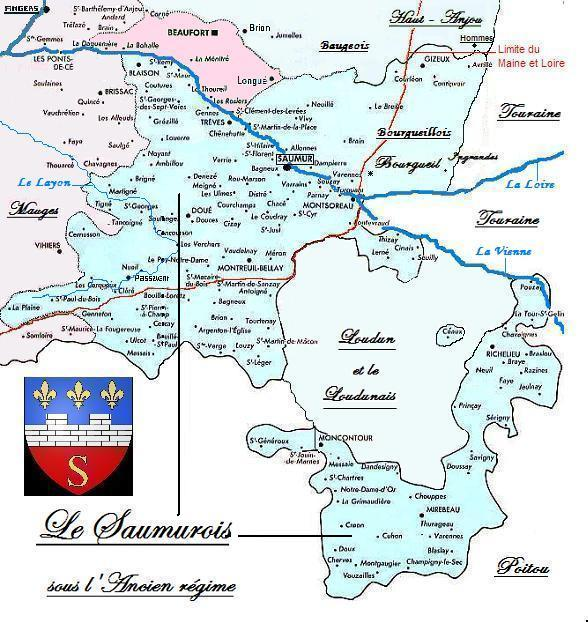
Moncontour dans la sénéchaussée de Saumur sous l'Ancien Régime.

La sénéchaussée de Saumur en Anjou au XVIIIe siècle.

La cité est à la frontière de l’Anjou après 1034 et la victoire de Geoffroy II d'Anjou, fils de Foulques Nerra, sur Guillaume VI, duc d'Aquitaine. Les trois cités de Moncontour, Mirebeau et Loudun furent cédées au comte d'Anjou, tout en restant dans le diocèse de Poitiers.
Moncontour possède alors une famille seigneuriale, dont l'héritière Fossifia/Fossilia/Falsifie, fille probable de Pierre de Moncontour, épouse Geoffroy de Rancon :
- leur fille Bourgogne de Rancon († après le 11 avril 1169), dame de Fontenay, transmet Moncontour à son mari Hugues VIII de Lusignan, épousé avant 1140 et † après 1164 prisonnier au Proche Orient.
- Leur fils cadet Geoffroy Ier de Lusignan (v. 1150 † 1216), comte de Jaffa et d'Ascalon, seigneur de Moncontour, aussi de Mervent et de Vouvant. Marié en secondes noces avec Eustach(i)e Chabot, il laisse ses biens à son fils aîné Geoffroy II de Lusignan (surnommé Geoffroy à la Grand Dent dès le XVIe siècle) qui décède en 1247/48. Ses trois enfants qu'il a eu, peut-être, avec sa seconde femme Aude n'héritent pas de ses fiefs.
- Hérite alors la nièce de Geoffroy II, Valence de Lusignan, fille du frère cadet de Geoffroy, Guillaume II de Valence seigneur de Mouchamps, et de Marquise/Belle-Assez de Mauléon, fille de Savary de Mauléon et de Belle-Assez de Pareds. Valence de Lusignan transmet les fiefs de cette branche des Lusignan : Valence, Vouvant, Mervent, Mouchamps, Parc-Soubise, Châtelaillon, Soubise et Moncontour, à son mari, épousé vers 1247, Hugues II de Parthenay-l'Archevêque, † 1271.

Dans la seconde moitié du XIVe siècle, on trouve Moncontour et Marnes aux mains de Renaud de Montbazon (vers 1325-1383), seigneur aussi de Montsoreau, Villandry/Coulombiers, Savonnières et du Brandon, mari de Jeanne/Aléonor (petite-fille d'Amaury III de Craon ; héritière de Ste-Maure, Nouâtre, Ferrière-Larçon, Ferrière(s), Verneuil, Précigny, Châteauneuf et Jarnac).
- Leur fille Jeanne de Montbazon épouse un cousin, Guillaume II de Craon (vers 1342/1345-† 1410), vicomte de Châteaudun et seigneur de Marcillac, petit-fils d'Amaury III de Craon :
- une de leurs filles, Marie de Craon, épouse en 1404 Louis Ier Chabot de La Grève et de Chantemerle (~1370-1422) et lui apporte Jarnac, Montsoreau, Villandry, Savonnières, Le Grand-Pressigny, Verneuil-sur-Indre, Ferrière-Larçon, Ferrière(s), Marnes et Moncontour. Leur fils aîné Thibaut X Chabot de La Grève (~1404-† 1429 à la bataille de Patay) épouse en 1422 Brunissende d'Argenton, d'où le partage de leurs fiefs entre leur fils Louis II Chabot de La Grève de Pressigny et leurs deux filles Jeanne Chabot de Montsoreau et Catherine Chabot de Moncontour.
- Catherine Chabot marie en 1445 Charles II de Châtillon-(Porcéan) (1413-vers 1480/1482), dont le  quadrisaïeul était le connétable Gaucher V, d'où la suite des Châtillon sires d'Argenton-Château, La Grève, Chantemerle, Bouville et Farcheville, et Moncontour, ducs-et-pairs de Châtillon à Mauléon/Châtillon-sur-Sèvre en 1736, et des Châtillon sires de Marigny.

Moncontour est fortifié par les comtes d'Anjou. En 1370, les Poitevins, dépendant des Anglais, s'emparèrent de la place forte, mais Du Guesclin la reprit en 1372.
Le 5 octobre 1569, les catholiques, conduits par le duc d’Anjou (futur Henri III), y tiennent en échec les protestants de Coligny lors de la sanglante bataille de Moncontour (environ 17 000 morts). La plaine en a gardé le nom "La vallée Rouget".
Sous l'Ancien Régime, la baronnie de Moncontour dépend de la sénéchaussée de Saumur, comme sa voisine Mirebeau.
Comme une grande partie du reste de la France, Moncontour accueille favorablement les avancées de la Révolution française. Elle plante ainsi son arbre de la liberté, symbole de la Révolution. Il devient le lieu de ralliement de toutes les fêtes et des principaux événements révolutionnaires, comme l’anniversaire de l’exécution de Louis XVI ou le serment de haine à la royauté et de fidélité à la constitution de l'An III. Un peu plus tard, pour suivre le décret de la Convention du 25 vendémiaire an II invitant les communes ayant des noms pouvant rappeler les souvenirs de la royauté, de la féodalité ou des superstitions, à les remplacer par d'autres dénominations, la commune change de nom pour Montagne-sur-Dive.
En 1972 avec la création l'année précédente du statut de commune associée, la ville de Messais fusionne avec Moncontour, suivi en 1973 de Saint-Chartres et Ouzilly-Vignolles.

## Politique et administration

### Intercommunalité
Moncontour fait partie de la communauté de communes du Pays Loudunais.
Moncontour est un ancien chef-lieu de canton. Avant la réforme des départements, Moncontour était dans le canton No 16 de Moncontour dans la 4e circonscription. Moncontour dépend, dorénavant du canton de Loudun.

### Liste des maires
| Période   | Période                     | Identité       | Étiquette    | Qualité            |
| --------- | --------------------------- | -------------- | ------------ | ------------------ |
|           |                             |                |              |                    |
| mars 2001 | réélu en 2008, 2014 et 2020 | Édouard Renaud | DVD puis UDI | Conseiller général |

### Instances judiciaires et administratives
La commune relève du tribunal d'instance de Poitiers, du tribunal de grande instance de Poitiers, de la cour d'appel de Poitiers, du tribunal pour enfants de Poitiers, du conseil de prud'hommes de Poitiers, du tribunal de commerce de Poitiers, du tribunal administratif de Poitiers et de la cour administrative d'appel de Bordeaux, du tribunal des pensions de Poitiers, du tribunal des affaires de la Sécurité sociale de la Vienne, de la cour d’assises de la Vienne.

### Services publics
Les réformes successives de La Poste ont conduit à la fermeture de nombreux bureaux de poste ou à leur transformation en simple relais. Toutefois, la commune a pu maintenir le sien.

## Population et société

### Démographie
L'évolution du nombre d'habitants est connue à travers les recensements de la population effectués dans la commune depuis 1793. Pour les communes de moins de 10 000 habitants, une enquête de recensement portant sur toute la population est réalisée tous les cinq ans, les populations de référence des années intermédiaires étant quant à elles estimées par interpolation ou extrapolation. Pour la commune, le premier recensement exhaustif entrant dans le cadre du nouveau dispositif a été réalisé en 2007.

En 2022, la commune comptait 982 habitants, en évolution de +0,31 % par rapport à 2016 (Vienne : +0,6 %, France hors Mayotte : +2,11 %).
| 1793 | 1800 | 1806 | 1821 | 1831 | 1836 | 1841 | 1846 | 1851 |
| ---- | ---- | ---- | ---- | ---- | ---- | ---- | ---- | ---- |
| 600  | 645  | 664  | 539  | 694  | 697  | 665  | 697  | 763  |

| 1856 | 1861 | 1866 | 1872 | 1876 | 1881 | 1886 | 1891 | 1896 |
| ---- | ---- | ---- | ---- | ---- | ---- | ---- | ---- | ---- |
| 750  | 711  | 699  | 720  | 754  | 891  | 855  | 804  | 801  |

| 1901 | 1906 | 1911 | 1921 | 1926 | 1931 | 1936 | 1946 | 1954 |
| ---- | ---- | ---- | ---- | ---- | ---- | ---- | ---- | ---- |
| 765  | 723  | 730  | 654  | 645  | 632  | 611  | 602  | 561  |

| 1962 | 1968 | 1975  | 1982  | 1990 | 1999 | 2006  | 2007  | 2012 |
| ---- | ---- | ----- | ----- | ---- | ---- | ----- | ----- | ---- |
| 582  | 543  | 1 061 | 1 036 | 929  | 980  | 1 009 | 1 013 | 978  |

| 2017 | 2022 | - | - | - | - | - | - | - |
| ---- | ---- | - | - | - | - | - | - | - |
| 986  | 982  | - | - | - | - | - | - | - |

En 2008, selon l’Insee, la densité de population de la commune était de 25 hab./km2 contre 61 hab./km2 pour le département, 68 hab./km2 pour la région Poitou-Charentes et 115 hab./km2 pour la France.
Les dernières statistiques démographiques pour la commune ont été fixées en 2009 et publiées en 2012. Il ressort que la mairie administre une population totale de 1 051 personnes. À cela il faut soustraire les résidences secondaires (21 personnes) pour constater que la population permanente sur le territoire de la commune  est de 1 030 habitants.
La répartition par sexe de la population est la suivante:
- en 1999 : 49,7 % d'hommes et 50,3 % de femmes.
- en 2007 : 49,7% d'hommes et 50,3% de femmes.
- en 2010 : 49,4 % d'hommes pour 50,6 % de femmes.

En 2007, selon l'Insee :
- Le nombre de célibataires était de 28,4 % dans la population.
- Les couples mariés représentaient 51,6 % de la population.
- Les divorcés étaient 7,3 %.
- Le nombre de veuves et veufs était de 12,8 %.

Evolution des naissances et décès de 1968 à 2007
- Entre 1999 et 2007 : 70 naissances et 165 décès.
- Entre 1990 et 1999 : 100 naissances et 164 décès.
- Entre 1982 et 1990 : 60 naissances et 116 décès.
- Entre 1975 et 1982 : 70 naissances et 104 décès.
- Entre 1968 et 1975 : 79 naissances et 110 décès.

Les naissances et décès de 1999 à 2008 :
- en 2008 : 7 naissances et 22 décès.
- en 2007 : 11 naissances et 14 décès.
- en 2006 : 8 naissances et 24 décès.
- en 2005 : 6 naissances et 23 décès.
- en 2004 : 10 naissances et 11 décès.
- en 2003 : 10 naissances et 17 décès.
- en 2002 : 15 naissances et 29 décès.
- en 2001 : 8 naissances et 20 décès.
- en 2000 : 8 naissances et 23 décès.
- en 1999 : 5 naissances et 18 décès.

### Enseignement
La commune de Moncontour dépend de l'académie de Poitiers (rectorat de Poitiers) et son école primaire dépend de l'inspection académique de la Vienne. Son école élémentaire et maternelle accueille 95 élèves.

## Économie

### Agriculture
Selon la direction régionale de l'Alimentation, de l'Agriculture et de la Forêt de Poitou-Charentes, il n'y a plus que 40 exploitations agricoles en 2010 contre 52 en 2000.
Les surfaces agricoles utilisées ont paradoxalement augmenté de 3 % et sont passées de 3 719 hectares en 2000 à 3 846 hectares en 2010 dont 358 irrigables. Ces chiffres indiquent une concentration des terres sur un nombre plus faible d’exploitations. Cette tendance est conforme à l’évolution  constatée sur tout le département de la Vienne puisque de 2000 à 2007, chaque exploitation a gagné en moyenne 20 hectares.
60 % des surfaces agricoles sont destinées à la culture des céréales (blé tendre essentiellement pour 54 % de la surface céréalière mais aussi orge et maïs), 20 % pour les oléagineux (colza et tournesol), 2 % pour les protéagineux (pois), 4 % pour le fourrage et 1 % reste en herbes. En 2000, trois hectares (deux en 2010) étaient consacrés à la vigne.
Les élevages de bovins (320 têtes), de caprins (1 141 têtes), d'ovins (38 têtes) et de volailles (317 têtes) ont disparu au cours de cette décennie. La disparition de l'élevage de caprins est révélatrice de l’évolution qu’a connu, en région Poitou- Charentes, cet élevage au cours des deux décennies précédentes : division par trois du nombre d’exploitations, augmentation des effectifs moyens par élevage (38 chèvres en 1988, 115 en 2000), division par dix des chèvreries de  10 à 50 chèvres qui représentaient 50 % des troupeaux en 1988, et multiplication par six des élevages de plus de 200 chèvres qui regroupent, en 2000, 45 % du cheptel. Cette évolution a principalement pour origine la crise de surproduction laitière de 1990-1991 qui, en parallèle des mesures incitatives, a favorisé des départs d’éleveurs en préretraite.
La transformation de la production agricole est de qualité et permet aux exploitants d’avoir droit, sous conditions, aux appellations et labels suivants :
- Chabichou du Poitou (AOC)
- Beurre de Charentes-Poitou (AOC)
- Beurre des Charentes (AOC)
- Beurre des Deux-Sèvres (AOC)
- Veau du Limousin (IGP)
- Agneau du Poitou-Charentes (IGP)
- Bœuf du Maine (IGP)
- Jambon de Bayonne (IGP)
- Melon du Haut-Poitou (IGP)

### Industrie
L'entreprise SIAM qui est spécialisée dans la fabrication de machines et des équipements.
Les établissements Boucher (RTL) intervenant dans le secteur des travaux de construction spécialisés et l'exploitation de carrières.

### Tourisme
En 1976, la mairie met en place une base de loisirs autour d'un plan d'eau artificiel, puis d'un camping, attirant plus de 30 000 visiteurs certaines années. En 2006, la base se modernise et accueille un téléski nautique grâce à un partenariat public/privé, qui propose un parcours de 650 m. Le plan d'eau accueille des compétitions de ski nautique nationales et européennes.
Capacité d'accueil touristique, en 2008 était de 1 036 lits, soit une densité touristique 0,3 lits/ha. Le nombre d'emplacements campings était de 123.

### Commerces
En 2012, deux commerces existent encore sur le territoire de la commune de Moncontour : une boulangerie et une épicerie.

### Activité et emplois
Le taux d'activité était de 72,1 % en 2007 et 69,6 % en 1999.
Le taux de chômage en 2007 était de 11,6 % et en 1999 il était de 15,5 %
Les retraités et les pré-retraités représentaient  28,3 % de la population en 2007 et 29,3 % en 1999.
La répartition des emplois par secteur en 2011 :
- Agriculture: 21.89 %
- Construction: 3.67 %
- Industrie: 26.79 %
- Tertiaire marchand: 23.29 %
- Tertiaire non marchand: 24.36 %

La répartition de la population (plus de 15 ans) par catégories sociaux professionnelles en 2011:
- Agriculteurs exploitants 6.22 %
- Artisans, commerçants, chefs d'entreprise 2.39 %
- Cadres 0.48 %
- Employés 14.36 %
- Ouvriers 16.76 %
- Professions intermédiaires 8.14 %
- Retraités 35.43 %
- Autres sans activité 16.21

## Culture locale et patrimoine

### Lieux et monuments

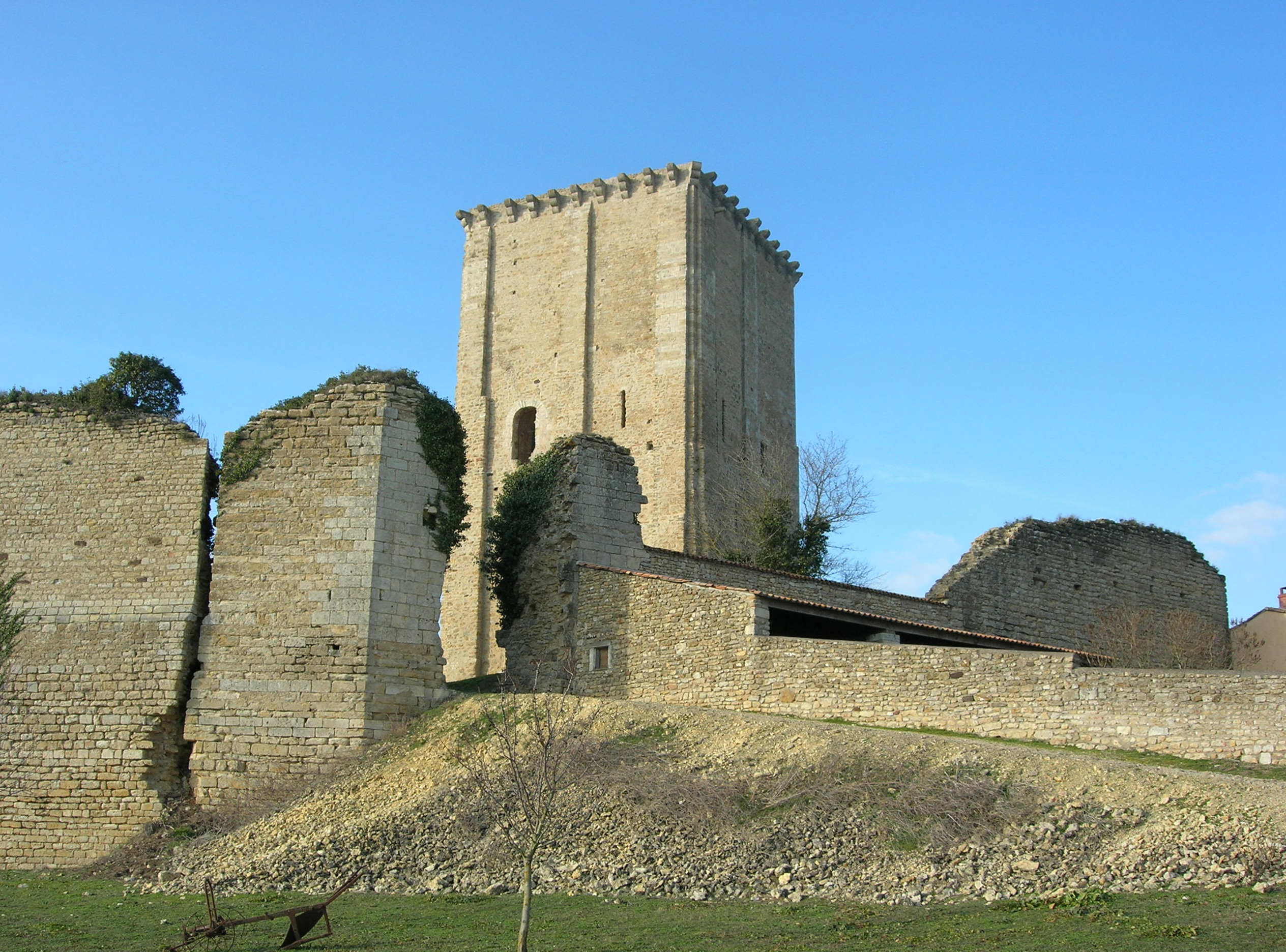
Le donjon de Moncontour.
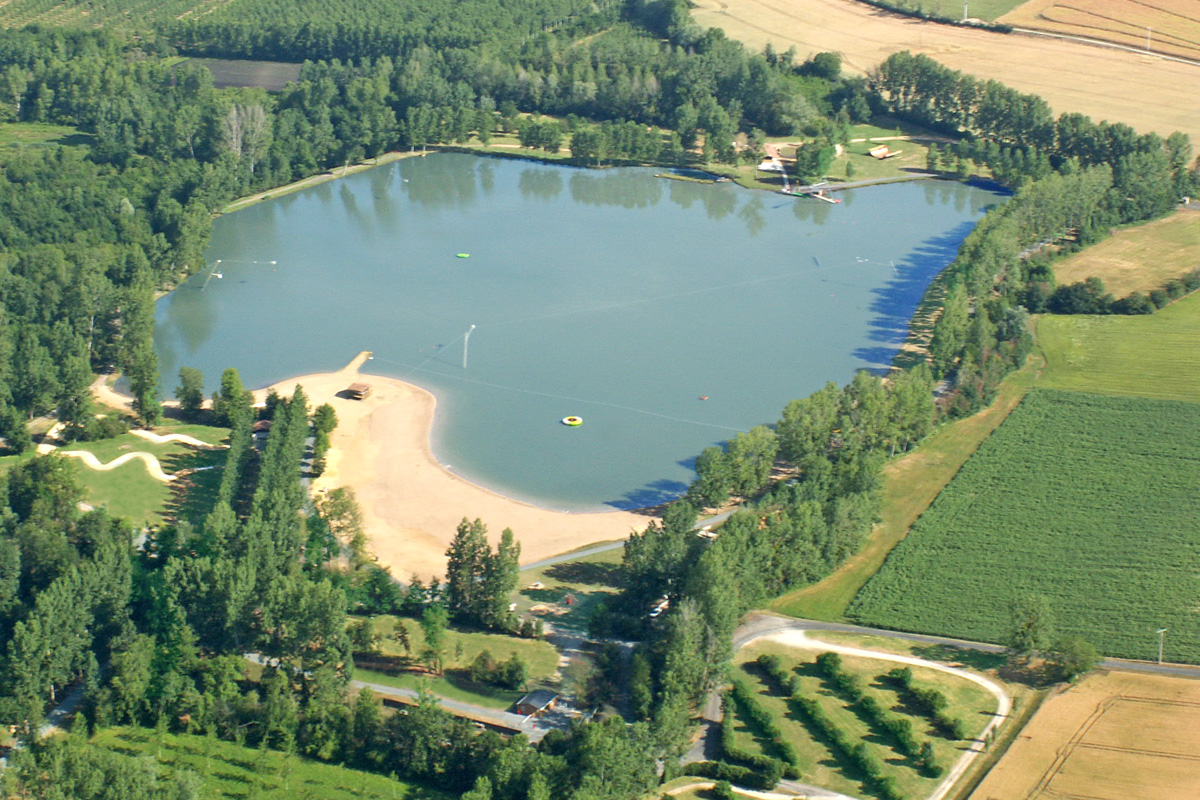
Le lac de Moncontour.
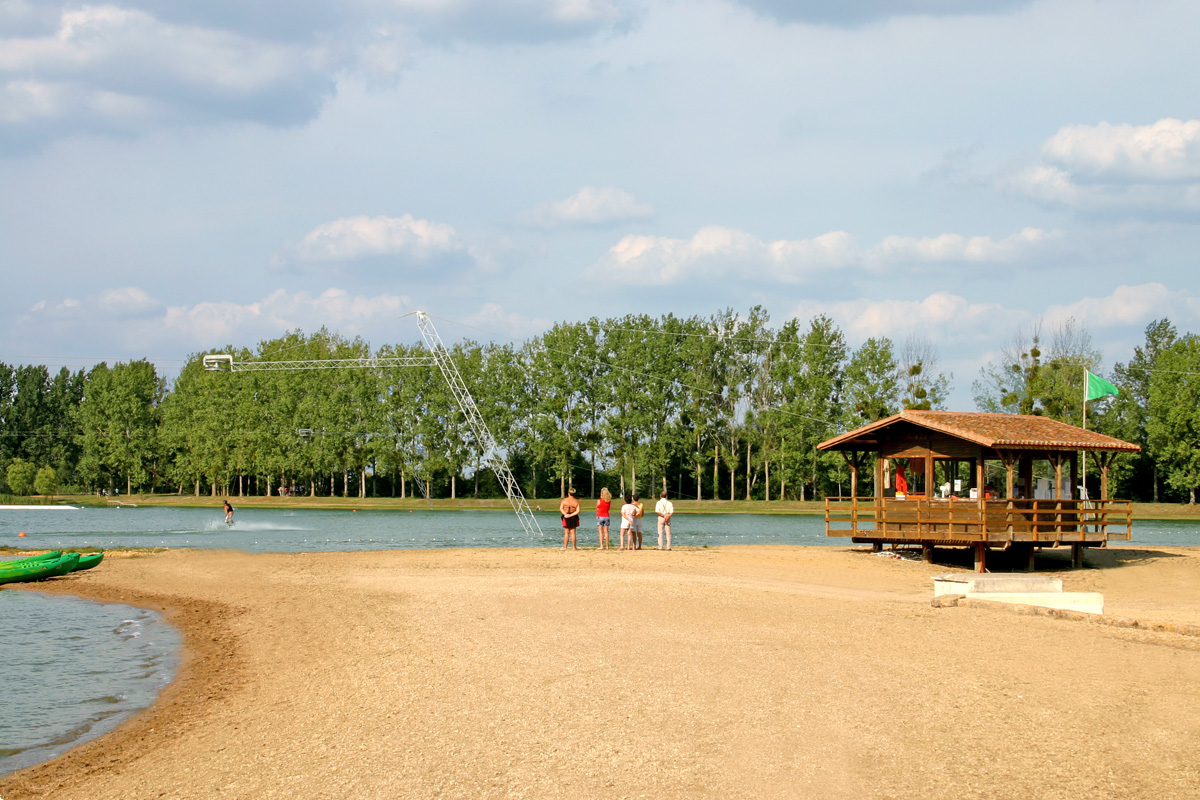
La base de loisirs avec téléski nautique installé en 2006.

#### Patrimoine civil
- Ancienne forteresse construite vers 1040 par Foulques Nerra (965/970 - 1040), le donjon de Moncontour des XIIe et XVe siècles est classé au titre des monuments historiques depuis 1877[32]. Les vestiges du château et de l'église sont inscrits comme monument historique depuis 1995. Le donjon a subi de nombreux sièges. La toiture a été reconstituée dans le cadre de la restauration ainsi que l'escalier intégré dans l'épaisseur des murs. La vue depuis le sommet est superbe. D'autres éléments de défense sont encore visibles : mâchicoulis, bretèches, meurtrières ; fragments d'enceinte XIIe et XIVe siècles. Une légende raconte que le donjon aurait été élevé en un jour par la fée Mélusine.
- Base de loisirs installée autour d'un lac de 10 hectares.
- Le sentier des lavoirs. Il fait environ 2 km. La ville comptait jusqu'à 80 lavoirs. Des 35 lavoirs recensés sur la Dive nord, 18 sont couverts de tuile et d'ardoise et ont été rénovés en 1998. Il est possible de voir un lavoir à plancher mobile. Un treuil et une manivelle reliés au plancher mobile permettent d'adapter ce dernier au niveau de l'eau et de l'utiliser malgré les fluctuations  de niveau de l'eau de la rivière.
- La commune propose aussi quinze sentiers représentant 350 km de chemins balisés : le sente de l'eau vive de 4,5 km permet de découvrir la vie sauvage, la flore, la faune aquatique au cœur du marais; la sente divine permet, quant à elle, de faire le tour du pays loudunais en 50 km.

#### Patrimoine religieux
- Église Notre-Dame de Moncontour.
- L'église Saint-Nicolas de Moncontour est une église romane au lourd clocher bas, couronné d'une courte flèche aiguë. L'église est inscrite comme monument historique depuis 1985. À l'origine, l'église était dotée d'un transept. Elle se compose aujourd'hui, d'une nef autrefois charpentée et percée de douze hautes baies en plein cintre. Le chœur est prolongé par une abside semi-circulaire. La façade occidentale possède un portail du XIIe siècle très dégradé. Le côté nord comporte des contreforts et un petit portail latéral de trois voûtes sculptées en plein cintre. des modillons surmontent le portail et d'autres sont présents sur la corniche du chœur et sur le clocher. Ce dernier, situé sur le croisillon nord a été remanié au XVe siècle. La voûte a été restaurée au XIXe siècle. L'édifice a été inscrit au titre des monuments historiques en 1985[33].
- L'église Saint-Philibert de Messais est un édifice qui fut construit sur des fondations romaines mises au jour lors de fouilles réalisées au début du XXe siècle. Le prieuré date du IXe siècle. En 854, le roi Charles le Chauve fit don aux moines de l'abbaye Saint-Philibert du domaine. Ceux-ci étaient originaires de Grand-Lieu de Noirmoutier. Ils avaient été chassés par les Normands. Ils restèrent à Messais de 854 à 871 avant de partir pour Saint-Pourçain (département de l'Allier en Auvergne). L'édifice actuel date des XIIe et XIVe siècles. Son plan est simple : il se compose d'une seule nef et d'un chevet plat. Sa façade occidentale présente un portail avec des colonnettes supportant un arc brisé à deux voussures. Le chœur est presque carré. Il présente une voûte très archaïque. Autour de l'église, trois cimetières ont été dénombrés. Dans l'un d'eux, un sarcophage du Ve siècle a été exhumé et est présenté à la porte de l'église.
- L'église Sainte-Juliette-et-Saint-Cyr de Saint-Chartres a été construite au cours des XIIe, XVe et XIXe siècles. Saint Cyr est le fils de sainte Juliette, tous deux martyrisés en 303 à Tarse. L'église se compose d'une tour carrée romane qui sert de base au clocher, d'une nef autrefois charpentée, d'un chœur et d'une abside voûtée en plein cintre, d'une collatérale qui a été ajoutée au XVe siècle. La coupole nervurée de la nef et ses modillons sculptée de feuilles et de motifs géométriques réutilisés en façade permettent de la dater du XIIe siècle. Dans l'allée centrale de l'église, des pierres tombales portent des inscriptions. Des sarcophages auraient été trouvés lors de travaux de restauration réalisés au XIXe siècle, notamment lorsque les murs de l'église furent abattus.
- Une croix hosannière est dans le cimetière de Messais. Elle est en pierre du pays. Elle est haute de quatre mètres. Elle est inscrite comme monument historique depuis 1986. Les croix hosannières tirent leur nom de l’hébreu "hosanna". Ce mot est le premier d'une hymne chantée le dimanche des Rameaux. Les villageois, ce jour-là, se rendaient en procession jusqu'au cimetière et se réunissaient au pied du calvaire où ils chantaient l'Hosanna.
- Tout comme Messais, Saint-Chartres possède aussi une croix hosannière, en pierres provenant de la carrière des Roches. La croix date du XIVe ou XVe siècle. Elle est inscrite comme monument historique depuis 1986.

#### Patrimoine naturel
Certains espaces naturels de la commune ont un intérêt écologique reconnu, et sont ainsi classés en tant que zones naturelles d'intérêt écologique, faunistique et floristique (ZNIEFF). Ces espaces couvrent 85 % de la surface du territoire communal. Il s'agit :
- de la butte de Lauray,
- des coteaux de Chollet,
- de la plaine de Saint-Jean-de-Sauves,
- de la plaine d'Oiron à Thenezay,
- des plaines du Mirebalais et du Neuvillois.

Deux sites sont aussi classés en tant que zone importante pour la conservation des oiseaux (ZICO). Il s'agit : 
- des plaines de Saint-Jouin et d'Assais-les-Jumeaux
- de la plaine de Saint-Jean-de-Sauves.

Les sites suivants sont aussi classées par Directive oiseaux qui assure la protection des oiseaux sauvages et de leurs biotopes sur 62 % de la surface communale :
- de la plaine d'Oiron à Thenezay,
- des plaines du Mirebalais et du Neuvillois.

Des espaces naturels de la commune bénéficient d'une protection par maîtrise foncière. Ce les espaces naturels sensibles (ENS) qui couvrent 3 % de la surface communale : 
- la butte de Lauray,
- les coteaux de Chollet,
- le Font Rivaud,
- la vallée de la Dive.

Selon l'Inventaire des arbres remarquables de Poitou-Charentes, il y a trois arbres remarquables sur la commune qui sont :
- un orme champêtre situé au lieudit la Cure au hameau de Vignolles,
- un pin parasol à Montigny,
- un sapin d'Espagne dans le jardin public de Moncontour.

### Équipement culturel
Le musée logis Terra Villa : le hameau d'Ouzilly-Vignolles demeure un exemple unique en région Poitou-Charentes par son patrimoine ethnologique. Pour construire dans ces lieux hostiles, les habitants n'avaient d'autres ressources que la terre des marais, les roseaux du marais, les granulats et l'eau. C'est ainsi que s'élevèrent à Ouzilly, des maisons en terre crue, probablement dès le XIIe siècle, mises en œuvre selon la technique de la bauge. Ces constructions n'ont aucune fondation et ne montrent aucune trace d'un système de coffrage pour le montage des murs. Le procédé de construction est relativement simple, mais la connaissance des dosages des différents éléments ne peut s'acquérir qu'avec l'expérience. Ce savoir-faire a quasiment disparu de nos jours. L'ensemble de l'habitat était totalement en terre crue, « bauge », jusqu'au XXe siècle. Il reste aujourd'hui 104 maisons pour témoigner de cette technique de construction, dont la ferme des Tiveaux, inscrite comme monument historique depuis 1994.

### Personnalités liées à la commune
- Honoré de Balzac visite la ville début juin 1846 en vue de l'acquisition du château de Montcontour.
- Maxime Ridouard (1865-1949), homme politique né à Messais et décédé à Moncontour, maire de Moncontour, député de la Vienne de 1898 à 1910.
- Louis Foureau de Beauregard (1774-1848), homme politique né à Moncontour.
- Pascal Thomas, né le 2 avril 1945 à Saint-Chartres, commune associée à Moncontour, réalisateur français.

### Héraldique
| Blason | Blasonnement : D'or à la croix ancrée de gueules. |